# Mantophryne
Mantophryne is een geslacht van kikkers uit de familie smalbekkikkers (Microhylidae). De groep werd voor het eerst wetenschappelijk beschreven door George Albert Boulenger in 1897.
Er zijn vijf soorten, inclusief de pas in 2016 beschreven soort Mantophryne insignis. Alle soorten komen voor in Nieuw-Guinea en de Louisiaden.

## Taxonomie
Geslacht Mantophryne
- Soort Mantophryne axanthogaster
- Soort Mantophryne insignis
- Soort Mantophryne lateralis
- Soort Mantophryne louisiadensis
- Soort Mantophryne menziesi

Aphantophryne · 
Asterophrys · 
Austrochaperina · 
Barygenys · 
Callulops · 
Choerophryne · 
Cophixalus · 
Copiula · 
Gastrophrynoides · 
Genyophryne · 
Hylophorbus · 
Liophryne · 
Mantophryne · 
Metamagnusia · 
Oninia · 
Oreophryne · 
Oxydactyla · 
Paedophryne · 
Pseudocallulops · 
Sphenophryne · 
Xenorhina